# Ashleigh Fay Pittaway
Ashleigh Fay Pittaway (n. 23 mai 2000, München, Germania) este o sportivă ce a reprezentat Regatul Unit al Marii Britanii și al Irlandei de Nord. A participat la competiții asociate Jocurilor Olimpice în care a câștigat o medalie de aur.

## Participări
Lista de mai jos prezintă principalele competiții la care a participat Ashleigh Fay Pittaway de-a lungul carierei.
- Jocurile Olimpice de Tineret 2016[2]